# Agrypon diminutum
Agrypon diminutum là một loài tò vò trong họ Ichneumonidae.